# أعداد صاتمة

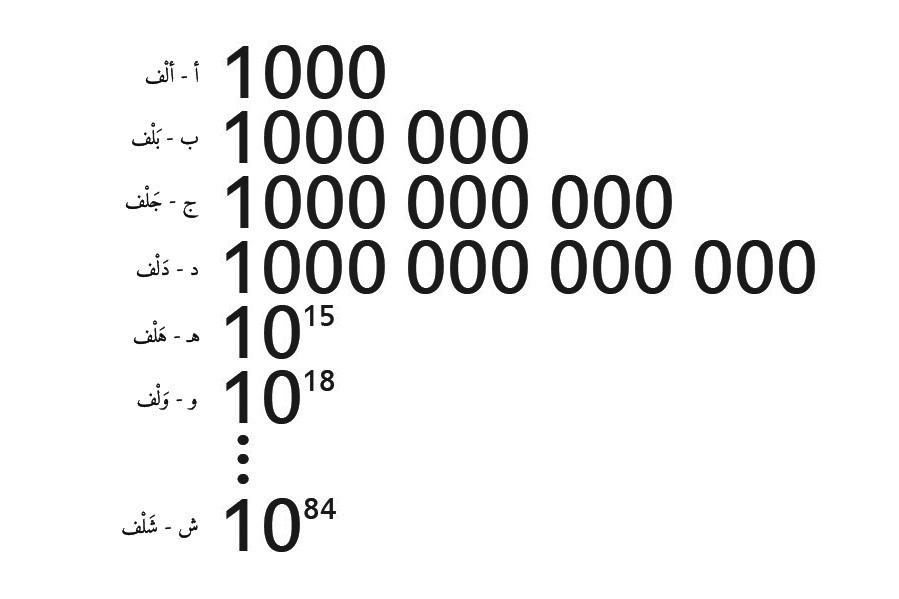
صورة توضح اشتقاق الأعداد الصاتمة.

الأعداد الصاتمة وتسمى أيضًا بالأعداد الكبيرة وهي الأعداد الكبيرة الزائدة عن الألف أي ألف ألف وما يفوقها من الأعداد. وسميت الأعداد الصاتمة بهذا الاسم لأنها تامة فيقال: «ألف صتْم».

## تسمية الأعداد الصاتمة في اللغة العربية
تعتمد تسمية الأعداد الصواتم باعتماد العدد ألف هو الأساس، ومن ثمّ يُعوض الحرف الأوّل من كلمة ألْف وهو « الألِف » بالحرف الذي يليها من الترتيب الأبجدي للحروف العربية، وهو ما يعرف بحساب الجمل، فيكون هو حرف الباء ثم الجيم فالدال.. الخ، فيكون العدد ألف ألف (مليون) بلْف، وألف ألف ألف (مليار) جلْف، وهكذا حتى شلف، وعلى ذلك تكون التسمية على النحو التالي: الآحاد ثم العشرات ثم المئات ثم الآاف ثم عشرات الآلاف ثم مئات الآلاف، ثم الأبلاف ثم عشرات الأبلاف ثم مئات الأبلاف، ثم الأجلاف ثم عشرات الأجلاف ثم مئات الأجلاف، ثم الأدلاف ثم عشرات الأدلاف ثم مئات الأدلاف ثم الأهلاف، وهكذا حتى الأشلاف، والشلف هو العدد الذي يُرمز إليه بواحد ثم أربعة وثمانين صفرًا (8410).

## وصلات خارجية
الأعداد الصاتمة، ديوان اللغة العربية.